# Arachnidium hippothooides
Arachnidium hippothooides är en mossdjursart som beskrevs av Walter Douglas Hincks 1859. Arachnidium hippothooides ingår i släktet Arachnidium och familjen Arachnidiidae. Arten är reproducerande i Sverige. Inga underarter finns listade i Catalogue of Life.